# Stora Kvistenstjärnen
Stora Kvistenstjärnen är en sjö i Ovanåkers kommun i Hälsingland och ingår i Ljusnans huvudavrinningsområde.